# Dagour
Le Dagour est une rivière du sud de la France affluent du Girou sous-affluent de l'Hers-Mort et de la Garonne.

## Géographie
De 10,2 km de longueur, il prend sa source sur la commune de Caraman, dans la Haute-Garonne et se jette dans le Girou en rive gauche sur la commune de Verfeil.

## Départements et communes traversées
- Haute-Garonne : Prunet, Saussens, Bourg-Saint-Bernard, Lanta, Caraman, Verfeil.

## Principaux affluents
- Ruisseau de Dagaus 2,8 km
- Ruisseau des Chèvres 3,9 km
- Ruisseau de Maynague 1,8 km